# Edgar Page
Edgar Wells Page (Wolverhampton, West Midlands, 31 de desembre de 1884 – Wolverhampton, West Midlands, 12 de maig de 1956) va ser un jugador d'hoquei sobre herba anglès que va competir a principis del segle xx.
El 1908 va prendre part en els Jocs Olímpics de Londres, on va guanyar la medalla d'or en la competició d'hoquei sobre herbal, com a membre de l'equip anglès. Entre 1907 i 1920 fou 15 vegades internacional amb Anglaterra. Durant la Primera Guerra Mundial va rebre la Creu Militar.